# Коперники
Коперники (на немски: Köppernig, Köppernick, Koppirnik) е село в гмина Ниса, Ниски окръг, Ополско войводство, в югозападна Полша.
То се намира на около 9 километра югозападно от Ниса и на 55 км югозападно от столицата на региона Ополе. Това е родното село на Николай Коперник, чийто прадядо се мести в полската столица Краков около 1380 г. Етимологията на името е обсъждана, особено в контекста на биографията на Коперник, поне от 1870 г. насам. Има две конкуриращи се предложения, едното от които предполага името произхожда от немската дума за мед (Kupfer), а другата от полската дума за копър (koper). Суфиксът -nik (или множествено число -niki) означава славянско и полско съществително име.
За първи път селището се споменава през 1272 г. През 1284 г. е обявено за едно от 65-те големи германски селища в херцогство Ниса. Като част от херцогството, то преминава от Силезийския клон на полската династия Пясти към короната на Бохемия през 1342 г. и с Бохемия в Хабсбургската къща през 1542 г. През 1742 г. попада в Прусия след Първата Силезийска война. През 1945 г. става част от Полша, като Коперники. Германското население е разселено и селото е презаселено с поляци.